# Episodi di Miraculous - Le storie di Ladybug e Chat Noir (quarta stagione)
La quarta stagione della serie animata Miraculous - Le storie di Ladybug e Chat Noir, composta da 26 episodi, è stata trasmessa in prima visione mondiale dal 23 marzo 2021 al 10 marzo 2022 in Brasile, Germania, Francia, Svizzera e Stati Uniti.
In Francia la stagione è andata in onda dall'11 aprile 2021 al 13 marzo 2022 su TF1. In Italia è stata pubblicata su Disney+ dal 1º dicembre 2021 all'8 giugno 2022.
Gli episodi sono diretti da: Thomas Astruc, Jun Violet, Wilfred Pain, Cyril Adam e Nicolas Hess.
| n. | Titolo originale                                            | Titolo italiano     | Prima TV mondiale                                        | Prima TV Francia             | Prima TV Italia  | Cod. Prod. |
| -- | ----------------------------------------------------------- | ------------------- | -------------------------------------------------------- | ---------------------------- | ---------------- | ---------- |
| 1  | Fu Furieux                                                  | Furioso Fu          | 23 marzo 2021 (Brasile su Gloob)                         | 30 maggio 2021               | 1º dicembre 2021 | 406        |
| 2  | Vérité                                                      | Verità              | 3 aprile 2021 (Svizzera su RTS Un)                       | 4 aprile 2021 (su MYTF1 MAX) | 1º dicembre 2021 | 401        |
| 3  | Mensonge                                                    | Bugia               | 10 aprile 2021 (Svizzera su RTS Un)                      | 18 aprile 2021               | 1º dicembre 2021 | 402        |
| 4  | Le gang des secrets                                         | La Gang dei segreti | 17 aprile 2021 (Svizzera su RTS Un)                      | 25 aprile 2021               | 1º dicembre 2021 | 403        |
| 5  | Culpabysse                                                  | Senso di colpa      | 4 maggio 2021 (Brasile su Gloob)                         | 20 giugno 2021               | 1º dicembre 2021 | 411        |
| 6  | M. Pigeon 72                                                | Mister Piccione 72  | 23 maggio 2021 (su TF1)                                  | 23 maggio 2021 (su TF1)      | 1º dicembre 2021 | 404        |
| 7  | Pirkell                                                     | Sole Crusher        | 25 maggio 2021 (Brasile su Gloob)                        | 6 giugno 2021                | 1º dicembre 2021 | 407        |
| 8  | Queen Banana                                                | Queen Banana        | 28 maggio 2021 (Germania su Disney Channel)              | 13 giugno 2021               | 1º dicembre 2021 | 408        |
| 9  | Optigami                                                    | Optigami            | 30 maggio 2021 (Germania su Disney Channel)              | 5 settembre 2021             | 1º dicembre 2021 | 413        |
| 10 | Sentibulleur                                                | Senti-Sparabolle    | 6 luglio 2021 (Brasile su Gloob)                         | 12 settembre 2021            | 1º dicembre 2021 | 414        |
| 11 | Larme Ultime                                                | Rocketear           | 13 luglio 2021 (Brasile su Gloob)                        | 19 settembre 2021            | 26 gennaio 2022  | 417        |
| 12 | Sangsure                                                    | Mega-Sanguisuga     | 20 luglio 2021 (Brasile su Gloob)                        | 26 settembre 2021            | 26 gennaio 2022  | 410        |
| 13 | Crocoduel                                                   | Crocoduel           | 3 agosto 2021 (Brasile su Gloob)                         | 29 agosto 2021               | 26 gennaio 2022  | 412        |
| 14 | Exauceur                                                    | Wishmaker           | 7 agosto 2021 (Stati Uniti su Disney Channel)            | 3 ottobre 2021               | 26 gennaio 2022  | 418        |
| 15 | Hack-San                                                    | Hack-San            | 14 settembre 2021 (Brasile su Gloob)                     | 10 ottobre 2021              | 23 marzo 2022    | 416        |
| 16 | Simplificator                                               | Simplificator       | 28 settembre 2021 (Brasile su Gloob)                     | 17 ottobre 2021              | 26 gennaio 2022  | 419        |
| 17 | Chère Famille                                               | Magical Charm       | 19 ottobre 2021 (Brasile su Gloob)                       | 31 ottobre 2021              | 26 gennaio 2022  | 421        |
| 18 | Glaciator 2                                                 | Glaciator 2         | 24 ottobre 2021 (su TF1)                                 | 24 ottobre 2021 (su TF1)     | 23 marzo 2022    | 415        |
| 19 | Ephémère                                                    | Ephemeral           | 7 novembre 2021 (su TF1)                                 | 7 novembre 2021 (su TF1)     | 23 marzo 2022    | 422        |
| 20 | Gabriel Agreste                                             | Gabriel Agreste     | 14 novembre 2021 (su TF1)                                | 14 novembre 2021 (su TF1)    | 23 marzo 2022    | 409        |
| 21 | Kuro Neko                                                   | Kuro Neko           | 24 gennaio 2022 (Brasile su Gloob)                       | 20 febbraio 2022             | 13 aprile 2022   | 423        |
| 22 | Psycomédien                                                 | Psicomico           | 29 gennaio 2022 (Svizzera su RTS Un)                     | 13 febbraio 2022             | 13 aprile 2022   | 405        |
| 23 | Risque (La dernière attaque de Papillombre - 1ère Partie)   | Risk                | 9 febbraio 2022 (Stati Uniti su Spectrum TV)             | 13 marzo 2022                | 8 giugno 2022    | 425        |
| 24 | Penalteam                                                   | Penalteam           | 12 febbraio 2022 (Stati Uniti su Verizon Communications) | 27 febbraio 2022             | 13 aprile 2022   | 424        |
| 25 | Qilin                                                       | Qilin               | 12 febbraio 2022 (Stati Uniti su Disney Channel)         | 6 marzo 2022                 | 13 aprile 2022   | 420        |
| 26 | Réplique (La dernière attaque de Papillombre - 2ème Partie) | Strikeback          | 10 marzo 2022 (Brasile su Gloob)                         | 13 marzo 2022                | 8 giugno 2022    | 426        |

## Verità
- Titolo originale: Vérité
- Scritto da: Thomas Astruc, Mélanie Duval, Fred Lenoir e Sébastien Thibaudeau
- Storyboard: Oliver Ducrest

### Trama
Qualche giorno dopo gli eventi durante i quali il maestro Fu ha rinunciato ad essere il guardiano, Gabriel, con la traduzione del suo grimorio, grazie alla polvere di meteorite aggiunta nell'oro fuso insieme ad una piuma di pavone, è riuscito a riparare il Miraculous del Pavone, che unisce con quello della Farfalla per trasformarsi in Falena Oscura. Intanto Marinette si ritrova ad essere la nuova Guardiana della Miracle Box e a gestire i Kwami che la abitano. Ha anche iniziato a frequentare Luka, che però continua ad abbandonare ai loro appuntamenti a causa dei suoi compiti da Ladybug. Dopo qualche giorno Luka le chiede la verità su ciò che gli nasconde, Marinette ammette che non può dirla, sconvolgendo Luka e rendendolo vulnerabile a Falena Oscura. Nonostante cerchi di combattere la sua influenza, quest'ultimo riesce ad akumizzarlo in "Verità" e affiancargli un Sentimostro, "Light Eye", che immobilizza le persone in modo che Verità possa costringerle a dirgli la verità. Mentre tenta di scoprire il segreto di Marinette, Luka apprende dalla madre che suo padre è Jagged Stone. Ladybug e Chat Noir vengono colpiti dai suoi poteri, ma riescono comunque a non fargli scoprire le loro vere identità e a deakumizzarlo. Dopo il compleanno del principe Alì, Marinette decide di lasciare Luka, non volendo mentirgli ancora, e quest'ultimo la consola dicendo che quando si sentirà pronta a dire la verità lui ci sarà. Mentre ritorna a casa, Luka incontra Jagged, che si scusa con lui per non essere stato presente nella sua vita e propone al figlio di scrivere una canzone insieme e Luka accetta. Alla fine Marinette piange nella sua stanza sapendo che non potrà mai avere una vita normale finché Falena Oscura non sarà sconfitto; i Kwami vedendola triste la consolano.

## Bugia
- Titolo originale: Mensonge
- Scritto da: Thomas Astruc, Mélanie Duval, Fred Lenoir e Sébastien Thibaudeau
- Storyboard: Oliver Ducrest

### Trama
Contemporaneamente agli eventi di Verità, Adrien sta frequentando Katami, ma proprio come Marinette, continua a lasciare i loro appuntamenti per via dei suoi doveri da Chat Noir. Mentre vanno al municipio per festeggiare il compleanno del principe Alì, Adrien, non potendo dirle che deve andarsene per andare a fermare "Verità", le mente dicendole di aver dimenticato il suo portafortuna, non sapendo però che questo ce l'abbia proprio Katami. Quando poi le rivela di averlo trovato, Katami si rattrista credendo che lui dica bugie per non stare con lei, e perciò viene akumizzata da Falena Oscura in Bugia, che ha il potere di creare attorno a sé una barriera di energia che immobilizza chiunque abbia mai mentito. Quando anche Chat Noir viene inglobato dalla sfera ed è a rischio che Bugia gli tolga l'anello, Ladybug usa il Lucky Charm a forma di drone per attirare Fang, il coccodrillo di Jagged Stone, con un pezzo di dolce, perché essendo un animale non può mentire e quindi non può essere paralizzato; Fang riesce a rompere l'oggetto akumizzato e Ladybug riporta tutto alla normalità. Il giorno dopo Adrien e Katami si lasciano ma rimanendo sempre amici, e quella sera lui, nei panni di Chat Noir, concorda con Ladybug che con le loro vite segrete non possono mai essere sinceri con gli altri ma che fortunatamente, possono comunque ancora fidarsi l'uno dell'altra.
- Originariamente il titolo italiano dell'episodio era stato erroneamente chiamato Bugie.

## La Gang dei segreti
- Titolo originale: Le gang des secrets
- Scritto da: Thomas Astruc, Mélanie Duval, Fred Lenoir e Sébastien Thibaudeau
- Storyboard: Alix Bonnefous

### Trama
Marinette è giù di morale a causa della sua doppia identità di Ladybug e il suo ruolo da guardiana, che la costringe a mentire ai suoi amici e ai genitori. Il suo malumore non passa inosservato alle sue amiche Alya, Alix, Mylène, Rose e Juleka, che credono sia ancora turbata dalla sua rottura con Luka e decidono di chiedere spiegazioni e al tempo stesso vorrebbero regalarle un braccialetto per farla stare meglio. Si recano a casa sua ma Marinette, per non far scoprire loro la Miracle Box, le manda scortesemente via, dicendo che non sono più sue amiche. Le ragazze, rattristate, vengono riakumizzate in Lady Wi-Fi, Chronogirl, Horrificator, Principessa Fragranza e Reflekta, le quali formano insieme la Gang dei Segreti, intenzionate a far rimanere Marinette loro amica e a scoprire il suo segreto. Mentre Chat Noir tiene a bada le altre supercattive, Ladybug isola Lady Wi-Fi e la convince a ribellarsi al controllo di Falena Oscura, e quando Alya ci riesce le dà il Miraculous della Volpe affinché abbia l'aiuto di Volpe Rossa. I tre supereroi riescono a impossessarsi dell'oggetto akumizzato, che era in possesso di Chronogirl, e a deakumizzare le altre. Alla fine Marinette si scusa con le sue amiche e si riappacifica con loro ma una volta rimasta sola con Alya, quest'ultima ammette di sapere che lei nasconde qualcos'altro ma non vuole costringerla a dirglielo. Stanca di tenere il suo segreto, Marinette le confessa di essere Ladybug e Alya le da un abbraccio di conforto.

## Mister Piccione 72
- Titolo originale: M. Pigeon 72
- Scritto da: Thomas Astruc, Mélanie Duval, Fred Lenoir e Sébastien Thibaudeau
- Storyboard: Cyril Adam

### Trama
Ora che Alya sa il segreto di Marinette, cerca di aiutarla a trovare un modo per impedire a Falena Oscura di riakumizzare le stesse persone, ma nessuna pozione che preparano le aiuta, quindi Alya convince l'amica a uscire per fare una pausa e la informa che Katami e Adrien si sono lasciati. Marinette decide di farli tornare insieme e porta Katami in piscina, dove Adrien sta girando un nuovo spot di un profumo sotto la supervisione del padre che è in comunicazione con il tablet e Bob Roth, che ha chiamato il signor Xavier Ramier per far partecipare i suoi piccioni al video, spacciandoli a Gabriel per colombe. Lo spot e i tentativi con Katami falliscono e Ramier viene cacciato via da Bob, venendo akumizzato in Mr. Piccione per la 72ª volta, questa volta con il potere di trasformare le persone in piccioni quando gli uccelli li toccano. Anche Adrien viene trasformato, lasciando Plagg a sostituirlo, e Ladybug contatta Alya, che si trasforma in Volpe Rossa e crea un'illusione dei due eroi che si arrendono a Mr. Piccione e buttano i loro Miraculous in piscina, obbligandolo a tuffarsi. Plagg, nascosto sott'acqua, prende il richiamo per piccioni portandolo a Ladybug, che lo rompe e purifica l'Akuma. Volpe Rossa poi rivela all'amica che i poteri sul grimorio sono stati scritti dai guardiani basandosi su ciò che hanno imparato fino ad'ora sui Miraculous, e che gli unici limiti dei poteri è il portatore stesso, quindi Ladybug con il potere del Miraculous della Creazione può creare qualcosa contro le Akuma. Quando Ladybug si concentra modifica il suo costume e dà al signor Ramier un amuleto da lei creato, chiamato Magical Charm, che gli impedirà di venire riakumizzato. Katami, che ha capito che Marinette è innamorata di Adrien più di lei, le dice di farsi avanti e Marinette ha di nuovo un dialogo con lui, con l'ombrello che le aveva dato quando si sono conosciuti, ritrovando la felicità.
- Il titolo in italiano è stato erroneamente chiamato Mister Piccione 72 anziché Mr. Piccione 72.

## Psicomico
- Titolo originale: Psycomédien
- Scritto da: Thomas Astruc, Mélanie Duval, Fred Lenoir e Sébastien Thibaudeau
- Storyboard: Jérémy Paoletti

### Trama
Marinette non riesce a parlare seriamente con Adrien e non riesce a confessargli l'amore che prova per lui. Per questo "sotto consiglio di Nino" si rivolge a Harry Clown, un famoso comico che è un cliente abituale della sua pasticceria, per chiedergli cosa fare. Lui le dice di fare una performance comica per farlo ridere e convince Gabriel (che lui chiama Gabi), che è un suo amico e collega di vecchia data, a far assistere al figlio il suo show. Così, Marinette ci prova, ma non riesce a divertire Adrien e fallisce il piano. Harry Clown, intanto, vuole fare un film serio, piuttosto che uno comico, a tema supereroi a forma di cibo. Bob Roth, però, non è dello stesso parere e ridicolizza la sua idea, strappando i suoi bozzetti. Harry, affranto che nessuno lo prenda sul serio, viene akumizzato in Psicomico, un cattivo che può forzare le persone a provare le stesse emozioni che prova lui tramite il suo naso da clown quando lo fissano. Marinette e Adrien, vedendolo, si trasformano, provano a distruggere il naso da clown, ma l'Akuma non si trova lì. Distratta dallo stupore, Psicomico, riesce a forzare Ladybug nel farle provare solo rabbia, così quest'ultima diventa irascibile e non collaborativa. Chat Noir, riesce a placarla momentaneamente, però quando Ladybug evoca un Lucky Charm a forma di un casco da moto e lo distrugge pensando che sia inutile, Chat Noir usa un casco comune di una moto camuffandolo da Lucky Charm, e lo infila nella testa di Psicomico coprendogli il viso, e i due distruggono il marsupio, e l'Akuma viene purificata. Ladybug, tornata in sé, dona il Magical Charm a Harry. Dopo lo scontro Harry propone a Bob di rendere il film sia comico che drammatico ma lui continua a non condividere la sua idea e Chat Noir gli consiglia di cambiare produttore. Alla fine Adrien ammette a Marinette che lo ha fatto ridere quella mattina a scuola con i suoi strani movimenti. Quest'ultima allora, si rasserena e diventa contenta.

## Furioso Fu
- Titolo originale: Fu Furieux
- Scritto da: Thomas Astruc, Mélanie Duval, Fred Lenoir e Sébastien Thibaudeau
- Storyboard: Cyril Adam

### Trama
Wang Fu, dopo aver rinunciato ai suoi ricordi, ha una vita normale ed è diventato pittore e vive a Londra insieme a Marianne; quest'ultima ha detto a Fu che il motivo per cui ha perso la memoria, è che lui ha fatto un incidente con un pedalò. I due sono in procinto di tornare a Parigi. I Kwami, in particolare Wayzz, vorrebbero rivederlo e alla fine Marinette, riluttante, acconsente e li porta con sé, nascosti nel suo zaino, tranne Barkk che è rimasta in casa per fare la guardia alla Miracle Box. Tornata a casa, Marinette trova ad attenderla nella sua stanza Su-Han, il Guardiano Celeste dell'Ordine dei Guardiani e predecessore di Fu, ricomparso dopo che Ladybug riparò i danni che il Sentimostro Divoratore aveva causato nel Tempio dei Miraculous, e ha trovato l'abitazione di Marinette grazie al suo bastone che rivela la posizione delle Miracle Box. Su-Han è arrabbiato che Wang Fu abbia non solo perso i Miraculous della Farfalla e del Pavone e il grimorio sui Miraculous, ma anche affidato il ruolo di guardiana e i Miraculous della Creazione e della Distruzione a due adolescenti. Poco dopo, Su-Han ritenendoli inesperti, chiede che lei e Chat Noir gli restituiscano i Miraculous, in modo da sostituirli con adulti competenti e dice anche a Ladybug di rinunciare al ruolo di guardiana. Chat Noir vuole accettare solo se sarà Ladybug a dirglielo, ma quest'ultima gli ricorda che se rinuncerà ad essere la guardiana perderà la memoria. Chat Noir non volendo che perda i ricordi e che si dimentichi di lui affronta Su-Han insieme a Ladybug, e riescono a fuggire con la Miracle Box e il suo bastone. Intanto Falena Oscura avverte le emozioni negative di Su-Han e tenta di akumizzarlo, ma quest'ultimo riesce a contenere la rabbia per respingere l'Akuma. Falena Oscura approfitta comunque della situazione per akumizzare Fu e trasformarlo in Furioso Fu, in quanto Fu si era arrabbiato con Su-Han perché gli aveva rubato il suo bastone da rivelatore delle Miracle Box, e perché ha fatto "del male" a Marianne. Furioso Fu ha il potere di creare un potere a sua scelta scrivendolo su un pezzo di pergamena; i due eroi, nonostante l'intralcio di Su-Han, lo affrontano e riescono a deakumizzarlo, con l'aiuto di Marianne. Al termine della battaglia Ladybug gli dona il Magical Charm. Fu e Marianne ritornano a Londra, mentre Su-Han si convince che Marinette può continuare ad essere la Guardiana dei Miraculous e le rivela che la Miracle Box che custodisce è la madre di tutte le Miracle Box, che contiene i Miraculous più potenti e la prima a essere stata creata. Su-Han dice a Marinette che la osserverà, e se in caso farà un grave errore si riprenderà la Miracle Box, e rimarrà a Parigi per imparare ad adattarsi al mondo moderno, e allora Marinette gli regala un paio di scarpe nuove.
- L'episodio era stato originariamente pubblicato in Italia con il titolo Furious Fu.

## Sole Crusher
- Titolo originale: Pirkell
- Scritto da: Thomas Astruc, Mélanie Duval, Fred Lenoir e Sébastien Thibaudeau
- Storyboard: Christopher Yoshida

### Trama
Zoé Lee, la sorellastra minore materna di Chloé, arriva a Parigi da New York, diversamente dalla sorellastra, Zoé è una ragazza buona e gentile. Prima di raggiungere l'hotel Le Grand Paris, passa alla pasticceria dei Dupain-Cheng facendo amicizia con Marinette. Zoé viene iscritta alla scuola Françoise Dupont, per adattarla agli standard della sua famiglia, Chloé cerca di far comportare Zoé come lei, la sorellastra obbedisce controvoglia, però viene turbata dal fatto di non poter esprimere sé stessa. Il sindaco Bourgeois ammette di capirla, dato che ha dovuto abbandonare la sua passione per il cinema per dedicarsi alla carriera politica per poter sostenere la sua famiglia, dicendo che il suo film di successo che ha registrato è Solitude. Falena Oscura percepisce le emozioni negative di Zoé e l'akumizza in Sole Crusher, una supercattiva identica all'aspetto di Chloé con il potere di risucchiare chiunque schiacci con la suola delle scarpe diventando sempre più grande. Sole Crusher vuole vendicarsi della sua sorellastra che ha cercato di cambiarla e nella fuga Chloé si rifugia in casa dei Dupain-Cheng dove Sole Crusher rapisce Marinette. Tikki chiede allora a Kaalki di teletrasportarsi da Adrien per avvisarlo, mentre lei insegue Sole Crusher di nascosto, Kaalki anche se riluttante perché i poteri dei Kwami non sono stabili senza un portatore, accetta. Messo al corrente da Kaalki che Ladybug non può momentaneamente entrare in azione, Adrien si trasforma e riesce a liberare Marinette, la quale si trasforma anche lei. Insieme distruggono i tacchi di Sole Crusher, ma l'Akuma non è addosso a lei, bensì nelle sneakers che indossava prima. Giunti all'hotel, Ladybug e Chat Noir incontrano il sindaco André che si era nascosto e che rivela loro il luogo in cui si trova l'Akuma. Una volta distrutta una delle sneakers contenente l'Akuma, Zoé torna normale e le viene donato il Magical Charm. La sera stessa Zoé si reca sulla Liberty dove stanno suonando i Kitty Section, incluso Adrien: si scusa con il gruppo per averli trattati male a scuola, e che quando si trovava sola a New York aveva solo un'amica e che recitava un ruolo diverso da sé stessa per far piacere ai suoi compagni, e che quando l'hanno scoperta gli hanno messo i scarafaggi nel suo armadietto ed è stato quello il motivo per cui ha lasciato la città, i ragazzi la perdonano e diventano suoi amici. Nel frattempo Chloé, che l'aveva osservata con un binocolo insieme alla madre, ne pretende il ritorno a New York, ma André riesce a farla restare a Parigi.

## Queen Banana
- Titolo originale: Queen Banana
- Scritto da: Thomas Astruc, Mélanie Duval, Fred Lenoir e Sébastien Thibaudeau
- Storyboard: Joan Gouviac

### Trama
La classe di Marinette sta girando un cortometraggio finanziato dal comune, con la partecipazione di Thomas Astruc, del sindaco Bourgeois, e Bob Roth come produttore. Zoé sarà la protagonista del film. Chloé, dopo averlo saputo pretende di sostituirla e alla fine il sindaco e Bob Roth la ammettono nel cast col ruolo da protagonista. Così Chloé comincia a modificare tutta la trama, chiamando il padre a darle man forte e tra le rimostranze della classe. Quando Chloé lascia il set, la classe appoggia la risoluzione di Marinette di girare il film secondo il copione originale, e convince Gabriel Agreste a finanziare privatamente il film, e lui accetta. Il giorno dopo Chloé insieme a Sabrina, appena saputo la notizia arriva al cinema e si arrabbia perché non l'hanno ammessa nel cast e l'hanno sostituita con la Zoé, ed è furiosa anche con Adrien, quando lui gli dice di chiedere scusa e Chloè rompe la loro amicizia, poi viene akumizzata da Falena Oscura in Queen Banana con il potere di trasformare le persone in banane, affiancata dal Sentimostro: Banana Boom-Boom. Adrien e Marinette si trasformano, e quest'ultima con il suo Lucky Charm, ossia una moto e con il kit per riparare una gomma bucata, fugge con Zoé da Queen Banana, mentre Chat Noir colpisce accidentalmente Banana Boom-Boom con il Cataclisma facendolo impazzire. Ladybug affida a Zoé il Miraculous dell'Ape, ma  quest'ultima ha paura che la sua sorellastra si arrabbi ancora di più se scopre che ha usato il Miraculous dell'Ape, ma Ladybug, la tranquillizza dicendole che andrà tutto bene se non rivela la sua identità, e Zoé accetta, e diventa Vesperia. Con il suo Veleno paralizza il Sentimostro e si presenta a Chat Noir. Ladybug viene sopraffatta dall'astuzia di Queen Banana, che appena vede Vesperia si infuria perché lei vuole essere l'unica Queen Bee e la trasforma in una banana. Ladybug impedisce a Queen Banana di contrattaccare con la colla, liberando e purificando l'Akuma e l'Amok. Chloé non accetta il Magical Charm di Ladybug, ribadendo di disprezzarla. Vesperia si ritrasforma e nelle vesti di Zoé dice a Chloé anche se lei non l'accetta come sorella e nonostante il suo carattere le vuole bene. A questo punto Zoé dona a Chloé il Magical Charm, spacciandolo per un regalo della loro madre, così facendo la seconda Akuma mandata da Falena Oscura a Chloé viene respinta.

## Mega-Sanguisuga
- Titolo originale: Sangsure
- Scritto da: Thomas Astruc, Mélanie Duval, Fred Lenoir e Sébastien Thibaudeau
- Storyboard: Joan Gouviac

### Trama
Ivan e Mylène lanciano una protesta contro il sindaco André, che intende abbattere gli alberi del parco Place des Vosges per il progetto Oxygen (con la collaborazione del marchio Gabriel e Tsurugi). Ben presto, Marinette e la sua classe si schierano con i loro amici, e ben presto anche alcuni adulti. La stressante situazione spinge il sindaco a chiamare Gabriel per ottenere un aiuto per gestire la folla, della quale Gabriel dice che può cavarsela da solo e poi approfitta la situazione per riakumizzarlo in Malediktor, con al fianco il Sentimostro Mega-Sanguisuga, che genera all'infinito delle copie in miniatura di Malediktor, che infilandosi nelle orecchie dei civili prendono il controllo della loro mente, riuscendo a portare avanti una parte dell'abbattimento degli alberi. Terrorizzata, Mylène si ripara nelle fogne, mentre Adrien e Marinette si trasformano. I due si rendono però conto che l'Akuma e l'Amok si sono anche esse moltiplicate insieme a Malediktor. Di conseguenza, Ladybug decide di usare il Miraculous del Topo, che è una collana a forma di una moneta antica, affidandolo a Mylène dopo averla convinta ad avere più fiducia nelle proprie capacità, e si trasforma in Polymouse e inizia a liberare le vittime di Malediktor sfruttando il Lucky Charm di Ladybug a forma di un pattino da ghiaccio. Liberati Nino, Katami, Zoé, e Max, Ladybug affida loro i rispettivi Miraculous, e tutto il gruppo agisce: Pegasus con il Portale teletrasporta Vesperia sul Sentimostro, lei usa il Veleno per paralizzarlo così che non generi altre copie, Ryuko evoca il Dragone del Vento per radunare tutte le Akuma e le Amok, Carapace li intrappola all'interno con lo Scudo Protettivo, così Ladybug le può purificare, e infine dona ad André il Magical Charm. Alla fine il sindaco prende la decisione di non abbattere gli alberi della piazza e come segno di iniziativa si appresta a piantare un albero lui stesso. Adrien tornato a casa, il padre è arrabbiato perché il figlio si è schierato contro di lui. Nonostante che Adrien afferma di essere andato non contro di lui ma contro il suo dannoso progetto, Gabriel lo manda nella sua camera, mentre muove di nascosto la sua fede dietro la schiena.

## Crocoduel
- Titolo originale: Crocoduel
- Scritto da: Thomas Astruc, Mélanie Duval, Fred Lenoir e Sébastien Thibaudeau
- Storyboard: Oliver Ducrest

### Trama
Da quando Marinette e Luka si sono lasciati, lei continua ad evitarlo, per non sentirsi in imbarazzo. I loro amici decidono di farli parlare il giorno del suo compleanno e della sorella gemella Juleka. Marinette, quando ha scoperto il loro piano chiede a Juleka di fare in modo che Luka non sia presente alla festa, ma lei non riesce a dirlo perché non vuole farlo soffrire. Quando Marinette vede Luka, si imbarazza e si nasconde, quest'ultimo rattristato diventa un bersaglio per l'Akuma di Falena Oscura, ma i suoi amici lo consolano, in seguito l'Akuma prova ad akumizzare Juleka ma Marinette si scusa con lei, poi un'altra volta cerca di riakumizzarla, pensando che il padre Jagged pensi solo a Luka, ma poi quando scopre che gli sta preparado un regalo a sorpresa, Juleka diventa serena, e l'Akuma si allontana ancora. Il regalo di Juleka è il primo basso avuto da Jagged e a Luka gli regala un album musicale realizzato in precedenza con Anarka. Quest'ultima si mette a litigare con lui, dicendo chr il loro album è il motivo per cui si sono lasciati, permettendo a Falena Oscura di riakumizzarli in Captain Hardrock e Chittarrik, e formano il Crocoduel e combattono nel cielo sopra a Parigi. Marinette e Adrien si trasformano ma hanno problemi ad affrontarli, perciò Ladybug decide di affidare a Juleka il Miraculous della Tigre, che è un bracciale panjas, e si trasforma in Tigre Viola. Quest'ultima con il suo superpotere riesce a sconfiggere i suoi genitori akumizzati, e Ladybug riporta tutto alla normalità, poi dona i Magical Charm a Jagged e ad Anarka. Juleka restituisce il Miraculous, e poco dopo, convince i genitori a smettere di litigare, mentre Marinette e Luka decidono di continuare ad essere amici.

## Senso di colpa
- Titolo originale: Culpabysse
- Scritto da: Thomas Astruc, Mélanie Duval, Fred Lenoir e Sébastien Thibaudeau
- Storyboard: Christopher Yoshida

### Trama
A lezione Rose ha un capogiro e la professoressa Bustier manda Marinette ad accompagnarla in infermeria. Juleka, vedendo Rose in ospedale, scoppia in lacrime e si sente costretta a rivelare ai suoi compagni di classe che Rose ha una malattia cronica, di cui fino ad allora non aveva detto niente per essere trattata normalmente. Falena Oscura tenta di akumizzarla, ma viene confortata dai suoi compagni e ritorna di buon umore. Il giorno dopo i compagni iniziano a dare a Rose troppe premure, così quest'ultima scopre che Juleka ha parlato della sua malattia ai loro compagni di classe. Rose dice ai suoi compagni di trattarla normalmente e loro accettano, ma non mantengono la parola; Juleka, sentendosi in colpa, si rifugia in bagno, dove viene riakumizzata da Falena Oscura in Reflekta, affiancata al Sentimostro Guiltrip. Quest'ultimo fa in modo che le persone si sentano in colpa, diventando copie di Reflekta, ma Reflekta si sente troppo in colpa per poter combattere e si fa risucchiare da Guiltrip. Rose riferisce l'accaduto ai compagni, che si recano in bagno, venendo a loro volta risucchiati dal Sentimostro. Ladybug e Chat Noir hanno difficoltà a resistere ai poteri depressivi di Guiltrip, ma incontrano Rose, che li rende di nuovo ottimisti. Ladybug le dona il Miraculous del Maiale, che è una cavigliera, con il potere di portare gioia, e si trasforma in Pigella, che con il suo potere Dono, riesce a scoprire il desiderio nel cuore di Juleka, che è che i compagni di classe trattino Rose normalmente, e Juleka viene deakumizzata. I compagni trasformati iniziano però ad affrontare gli eroi con i poteri della Reflekta originale, ma Pigella, Ladybug e Chat Noir riescono a uscire dal Sentimostro con Juleka. Ladybug purifica l'Amok di Guiltrip, liberando i compagni e consegna a Juleka il Magical Charm. Il giorno dopo i compagni di classe trattano Rose normalmente.
- Il titolo in italiano è stato erroneamente chiamato Senso di colpa anziché Guiltrip.

## Optigami
- Titolo originale: Optigami
- Scritto da: Thomas Astruc, Mélanie Duval, Fred Lenoir e Sébastien Thibaudeau
- Storyboard: Christopher Yoshida

### Trama
Dopo gli eventi di “Miracle Queen”, Mayura aveva creato un Sentimostro a forma di farfalla di nome Optigami, che ha usato per spiare le vite dei portatori dei Miraculous di cui conoscono le identità, ma non è riuscita a scoprire nulla su quella di Ladybug. Gabriel organizza allora un evento con Audrey Bourgeois, a cui partecipano anche i compagni di classe di Adrien e Marinette, di cui Gabriel ha scoperto le loro identità. Falena Oscura crea un Sentimostro copia di Alec; Senti-Alec prende in giro Audrey in diretta televisiva, la quale rimane umiliata e viene riakumizzata in Regina della Moda e con la complicità di Optigami riesce a neutralizzare Kagami, Chloé, Max, Luka, Kim e Nino. Marinette e Adrien rimangono bloccati insieme in un ascensore e non possono trasformarsi uno di fronte all'altra. Marinette comunica con i Kwami tramite un messaggio in codice e Kaalki teletrasporta Alya a casa dell'amica, dove prende oltre al Miraculous della Volpe e dell'Ape anche quello della Tartaruga, così da darlo a Nino. Alya si trasforma in Volpe Rossa e libera Adrien, permettendo anche a Marinette di trasformarsi. Per distrarre Alya, Falena Oscura fa sparire Senti-Alec, e crea un Sentimostro copia di Nino; Volpe Rossa da a Senti-Nino il Miraculous della Tartaruga e si trasforma in Senti-Carapace e Optigami si insedia dentro al Miraculous per spiare Ladybug e tentare di scoprire la sua vera identità. Volpe Rossa porta in salvo Adrien fuori dalla Tour Montparnasse, e Marinette unisce il suo Miraculous con quello dell'Ape, diventando Lady Bee, e sconfigge Regina della Moda con l'aiuto di Volpe Rossa e di Senti-Carapace e Ladybug da di nascosto il Magical Charm a Audrey a sua insaputa. Dopo la battaglia, Ladybug capisce che Nino è un Sentimostro per via che ha dato il cinque ad Alya non nel modo in cui lo fanno sempre, allora va da Chat Noir che non era riuscito a combattere perché la Tour Montparnasse era sigillata dal potere di Regina della Moda, e chiede di usare il suo Cataclisma sul Miraculous della Tartaruga e con esso anche Optigami, e infine ripara il Miraculous stesso con il suo potere. Marinette decide di lasciare permanentemente ad Alya il Miraculous della Volpe in caso le accada qualcosa e le spiega in modo da non farsi scoprire da Falena Oscura. Falena Oscura dopo aver perso fa sparire i Senti-Nino e Optigami, poi Gabriel e Nathalie si rendono conto che Alya è più vicina a Ladybug di quanto sembri e decidono che la terranno d'occhio.

## Senti-Sparabolle
- Titolo originale: Sentibulleur
- Scritto da: Thomas Astruc, Mélanie Duval, Fred Lenoir e Sébastien Thibaudeau
- Storyboard: Sylvie Tang

### Trama
Marinette ha fatto un incubo, in cui si trovava a casa di Alya per pranzare, quando appare Falena Oscura con la Miracle Box in mano che ringrazia l'amica per avergli rivelato l'identità di Ladybug, e che tutti sanno la sua identità segreta. Così corre a casa di Alya e le racconta dell'incubo; all'improvviso squilla il telefono di casa, Alya risponde e dall'altra parte c'è Falena Oscura, il quale le dice che la sua famiglia, Nino e Marinette sono imprigionati in bolle create da Senti-Sparabolle, un Sentimostro copia dello Sparabolle. La condizione per liberare i suoi cari è che Alya tradisca Ladybug; il piano consiste che quest'ultima gli affidi il Miraculous della Volpe, poi che Senti-Sparabolle intrappoli Ladybug con i suoi poteri, poi che Volpe Rossa crei un'illusione di sé stessa e di Ladybug in modo da attirare anche Chat Noir e intrappolare pure lui e infine che lei dia il suo Miraculous a Falena Oscura. Adrien, vedendo il notiziario su Senti-Sparabolle si trasforma e corre verso il Sentimostro ma finisce imprigionato in una bolla. Nel frattempo, Alya si trasforma di nascosto in Volpe Rossa, e usa le sue illusioni per ingannare Falena Oscura e fargli credere che Ladybug non le ridarà più il Miraculous. Poi Volpe Rossa crea un'altra illusione nella bolla in cui è imprigionata Marinette, la quale può finalmente trasformarsi in Ladybug, evocare il suo Lucky Charm a forma di una ciotola e usare il Miraculous del Cavallo per unirlo al suo, diventando Pegabug, poi usare il Portale per teletrasportarsi da Falena Oscura, rubandogli la tazza di cappuccino, oggetto in cui si trova l'Amok, e ordinare a Senti-Sparabolle di calare le bolle a terra. Ma Falena Oscura fa sparire il Sentimostro, per cui le bolle scoppiano a mezz'aria ma Pegabug usando i suoi poteri riesce a salvare gli intrappolati, mentre nel frattempo Falena Oscura riesce a fuggire. Tutto ritorna normale e Marinette si complimenta con Alya, dicendo di avere fatto bene ad affidarle il Miraculous della Volpe e che Falena Oscura crede che lei non riceverà più il suo Miraculous. Nel frattempo Gabriel si lamenta perché Ladybug non fa mai errori, ma Nathalie lo consola dicendogli che un giorno Ladybug farà un errore e che lui sarà pronto ad approfittarne.

## Rocketear
- Titolo originale: Larme Ultime
- Scritto da: Thomas Astruc, Mélanie Duval, Fred Lenoir e Sébastien Thibaudeau
- Storyboard: Fafah Togora

### Trama
Dopo che Ladybug, Chat Noir e Carapace hanno calmato dei T-Rex riportati in vita dalla scienziata Anne-Jeanne Théoxanne, Nino chiede a Ladybug perché Alya non sia presente alle battaglie, ma lei non dà una risposta concreta. Volpe Rossa, adesso con il nome Volpe Furtiva, continua ad aiutare Ladybug, ma non mostrandosi in pubblico per far credere che non possiede più il Miraculous della Volpe. Quindi è costretta a mentire a Nino tutte le volte che Ladybug la recluta nelle missioni. A causa di una serie di situazioni, Nino inizia a credere che Alya ami Chat Noir, e lo dice ad Adrien, perciò quest'ultimo si trasforma e va a casa di Alya per chiarire la situazione e Nino vede che si abbracciano, quando in realtá i due si stavano chiarendo sul malinteso. Il giorno dopo dice ad Adrien che lui è Carapace, che Alya è Volpe Rossa e che ha delle prove dell'amore tra Alya e Chat Noir e si mette a piangere disperato dalla frustrazione, e viene akumizzato in Rocketear, col potere di distruggere tutto con le sue lacrime. Adrien si trasforma in Chat Noir e cerca invano di farlo ragionare, mentre anche Marinette e Alya si trasformano e con il Lucky Charm di Ladybug a forma di un proiettore, trasmette la chiacchierata tra Chat Noir e Alya della sera prima, anche se il video è stato creato dall'illusione di Volpe Furtiva, che si ricordava tutte le parole. Alya si ritrasforma, e convince Nino a ribellarsi dal controllo di Falena Oscura e dopo aver fatto, al ragazzo viene donato un Magical Charm e poi Nino si scusa con Chat Noir. Tuttavia Chat Noir giù di morale, più tardi in camera sua parla con Plagg del fatto che la regola dell'identità vale per lui e Ladybug, ma per gli altri no. Poco dopo, Alya, stanca delle bugie che è costretta a dire a Nino, all'insaputa di Marinette, gli rivela che ha ancora il Miraculous della Volpe.

## Glaciator 2
- Titolo originale: Glaciator 2
- Scritto da: Thomas Astruc, Mélanie Duval, Fred Lenoir e Sébastien Thibaudeau
- Storyboard: Cyril Adam

### Trama
Ladybug e Chat Noir affrontano di nuovo Gelatone, e si accorgono che la città e lo stesso Gelatone credono che loro due siano una coppia a causa dei cartelloni pubblicitari. Ladybug se la prende e sconfigge Gelatone in fretta e furia dimenticandosi di dargli il Magical Charm, e si arrabbia con Chat Noir dato che lui approva la cosa. Marinette obbliga Alya a cancellare tutte le foto di lei e Chat Noir insieme dal Ladyblog. Arrivato a casa, pure Adrien cancella le foto di Ladybug dal suo computer ed è determinato a distruggere tutto ciò che gli ricorda il suo amore per lei, la sua tristezza lo porta ad essere quasi akumizzato ma il padre quando si accorge che si trattava di suo figlio ci ripensa e cerca di capire cosa lo turba, ma Adrien non gli parla. Intanto Katami consiglia a Marinette di provare ad esercitarsi a confessare il suo amore per Adrien con un'altra persona che non prova sentimenti amorosi per lei, in modo che funzioni, e poi riprovare con lui. Marinette sceglie proprio Chat Noir, intanto lui era determinato nel frattempo a distruggere i cartelloni che lo raffigurano con Ladybug, poi vede Marinette che lo chiama. Dopo qualche prova fallita, i due vanno al cinema insieme, ma il gelataio André non gli vede bene insieme, convinto fermamente che la sua coppia perfetta sono Ladybug e Chat Noir, e viene riakumizzato in Gelatone, e interrompe l'ennesima prova d'amore tra Marinette e Chat Noir. Marinette, nascosta da Chat Noir, si trasforma in Ladybug, e insieme a Chat Noir, sconfiggono Gelatone, dandogli il Magical Charm. Marinette e Chat Noir fanno un'altra prova, ma Marinette alla fine pensa che deve parlare con il cuore e finalmente ci riesce. Il giorno dopo Adrien vince la gara di scherma, e Katami si scusa con Marinette per avergli suggerito di dichiarare i suoi sentimenti dato che gli aveva letti in un manga dove la storia finiva male, Marinette le consiglia di uscire con lei e i suoi amici, tornato a casa Adrien ripristina le foto cancellate di Ladybug, credendo che se si fosse comportato normalmente quando è Chat Noir, Ladybug si sarebbe innamorata di lui.
- Il titolo in italiano è stato erroneamente chiamato Glaciator 2 anziché Gelatone 2.

## Hack-San
- Titolo originale: Hack-San
- Scritto da: Thomas Astruc, Mélanie Duval, Fred Lenoir e Sébastien Thibaudeau
- Storyboard: Joan Gouviac

### Trama
Marinette deve partire per Londra con i genitori per passare un fine settimana dalla zia materna Shu-Yin Cheng, pertanto affida il Miraculous della Coccinella e il compito di proteggere Parigi durante la sua assenza ad Alya, la quale rimane tuttavia agitata dalla responsabilità affidatele. Nel frattempo Gabriel progetta di riakumizzare Markov, e per impedirgli di ribellarsi come l'ultima volta, si crea Hack-San, un Sentimostro a forma di chiavetta USB, capace di diffondere un virus informatico che fa provare a Markov solo emozioni negative. Falena Oscura riesce quindi a riakumizzarlo in Robostus e promettendogli di eliminare il Sentimostro Hack-San se gli ubbidirà. Robostus telefona a chiunque che rispondendo finisce automaticamente sotto il suo controllo e viene così costretto a cedere a lui il suo tesoro più prezioso. Anche Marinette finisce per venire digitalizzata da Robostus. Per salvare la situazione Alya si fa trasformare da Tikki dandosi il nome di Scarabella, dopo svariati tentativi di darsi altri nomi da supereroina, Chat Noir la incontra e la scambia all'inizio per un'akumizzata o per un Sentimostro, iniziando ad attaccarla, ma anche chiariti gli equivoci, si arrabbia del fatto che Ladybug abbia scelto una sostituta senza dirglielo, ma impara lentamente a collaborare con la nuova partner. Rifugiati al museo Grévin, i due si ritrovano alla fine circondati da persone ipnotizzate, Scarabella invoca il Lucky-Charm dal quale esce una padella, ma non ha idea di come utilizzarla, per proteggere Parigi e allo stesso tempo sconfiggere Robostus, Scarabella riesce a convincerlo a liberare tutto quello che aveva digitalizzato, al prezzo di farsi digitalizzare insieme a Chat Noir. Il piano funziona, infatti Marinette viene liberata insieme a tutti gli altri proprio nel posto in cui si trova Robostus. Falena Oscura esulta per la sua vittoria ma Marinette ne approfitta per afferrare la padella e colpisce di nascosto Robostus da dietro. Così l'Akuma viene intrappolata da Marinette sotto un secchiello, mentre Chat Noir e Scarabella sono liberi, quest'ultima può finalmente catturare l'Akuma e riportare tutto alla normalità, però senza dare a Markov il Magical Charm, Falena Oscura deluso per aver perso fa sparire Hack-San. Due giorni dopo Marinette torna a Parigi e incontra subito Alya che le restituisce gli orecchini e le consiglia di parlare con Chat Noir, cosa che Ladybug fa la sera stessa: Chat Noir, avendo visto che Ladybug si era fatta sostituire quel fine settimana, teme di non rivederla mai più, ma Ladybug lo rassicura sul fatto che non lo abbandonerà mai.

## Wishmaker
- Titolo originale: Exauceur
- Scritto da: Thomas Astruc, Mélanie Duval, Fred Lenoir e Sébastien Thibaudeau
- Storyboard: Alix Bonnefous

### Trama
Marinette e Adrien sono entrambi indecisi sul proprio futuro e decidono di andare all'Expo dell'Île aux Cygnes, dove Alec Cataldi sta presentando il programma Ma stai scherzando?, in cui prende in giro i mestieri delle persone, ma non ci riesce. Marinette e Adrien incontrano Luka, che dice ai due di ascoltare i loro cuori, per le professioni che vogliono fare. Intanto un evento fa ricordare ad Alec che da bambino, aveva i capelli lunghi e colorati, ma se li era rasati perché tutti lo prendevano in giro, ed è per questo che ha iniziato a prende in giro le persone in pubblico, credendo di aver sbagliato nella vita, lo porta ad essere akumizzato in Wishmaker, che ha l'abilità di trasformare le persone nei loro sogni d'infanzia, provocando il caos in città. Marinette e Adrien si trasformano e Ladybug recluta Luka, che si trasforma in Viperion, Ladybug e Chat Noir vengono colpiti da Wishmaker e le loro identità segrete vengono rivelate a Falena Oscura e Viperion, che nonostante lo stupore riavvolge facilmente il tempo usando il potere Seconda Occasione e i tre eroi sconfiggono Wishmaker, grazie al Lucky Charm di Ladybug a forma di un triceratopo, che un uomo desiderava diventare un dinosauro abbraccioso il quale ha bloccato Wishmaker. Ladybug dona ad Alec il Magical Charm e Luka le restituisce il Miraculous, pur sapendo ora in segreto della sua identità e di quella di Chat Noir essendo l'unico che ricorda le linee temporali cancellate. Al ritorno a casa, Marinette si è finalmente decisa sul suo futuro, mentre Alec presenta un programma in cui aiuta le persone nei loro sogni anziché prenderle in giro.

## Simplificator
- Titolo originale: Simplificator
- Scritto da: Thomas Astruc, Mélanie Duval, Fred Lenoir e Sébastien Thibaudeau
- Storyboard: Oliver Ducrest

### Trama
Marinette si ritrova a fare da babysitter a Manon, Ella, Etta e Chris, mentre Alya va al cinema con Nino, e Nadja deve andare al lavoro. A un certo punto Marinette riceve una telefonata da Adrien che gli chiede aiuto con un servizio fotografico per una pubblicità di profumo. Marinette è al settimo cielo ma non vuole portare i bambini con sé e né lasciarli soli, così decide di portarli da suo nonno Rolland. Quest'ultimo però spegne accidentalmente il computer con il film di Ladybug e Chat Noir che i bambini stavano guardando e si mettono a fare casino, Rolland non riesce a gestirli e si sente confuso del fatto che il mondo moderno sia così complicato rispetto ai suoi tempi. Falena Oscura sentendo la sua frustrazione manda un'Akuma e lo akumizza in Semplificatore, che rilascia un'onda che semplifica le menti di tutte le persone che si trovano a Parigi, compresi Marinette, Adrien e lo stesso Falena Oscura. I due eroi si trovano in difficoltà poiché ritengono ogni azione e ogni situazione "complicata" e non riescono ad affrontare correttamente Semplificatore, tanto che quasi rinunciano ai loro Miraculous solo in cambio di caramelle. I quattro bambini, rimasti illesi dai poteri di Semplificatore, li aiutano a fermarlo facendo capire a Ladybug come usare il suo Lucky Charm a forma di una palla rimbalzante e a Chat Noir il suo Cataclisma. Una volta distrutta la fonte del suo potere, la pala per le infornate, Ladybug cattura l'Akuma, e lancia il Lucky Charm facendo tutto tornare alla normalità e dona il Magical Charm a suo nonno. Manon, Etta, Ella e Chris promettono a Rolland di aiutarlo a capire il mondo moderno e comportarsi bene con lui.
- Il titolo in italiano è stato erroneamente chiamato Simplificator anziché Semplificatore.

## Qilin
- Titolo originale: Qilin
- Scritto da: Thomas Astruc, Mélanie Duval, Fred Lenoir e Sébastien Thibaudeau
- Storyboard: Christopher Yoshida

### Trama
Alla festa della mamma, Marinette decide di andare a comprare dei fiori per la madre, che non poteva prenderle prima a causa del Sentimostro Lollipop. Marinette, per prendere dei fiori, la lascia sola sull'autobus portando con sé il suo biglietto, e il portafogli con i documenti d'identità, Sabine viene bloccata da un controllore scorbutico che si rifiuta di credere alle sue parole di difesa, tanto da convincere l'agente Roger sfruttando il loro abuso di potere, di non rispondere alla chiamata della figlia in modo da arrestarla perché non aveva i documenti d'identità. Falena Oscura sente la sua frustrazione e l'akumizza in Qilin, con il potere della telecinesi e di controllare i venti, e con il vento comincia ad attaccare i poliziotti che si sono messi contro di lei. Marinette appena saputo la notizia dall'autista dell'autobus si trasforma in Ladybug, e insieme a Chat Noir combattono contro Qilin, tentando invano di far ragionare sia lei che la polizia: Qilin vuole che l'agente Roger e il controllore scorbutico si scusino e ammettano di aver sbagliato ma nessuno sembra voler cedere. Ladybug, grazie a Chat Noir, e al Lucky Charm a forma di una pistola laser riescono ad entrare in possesso delle chiavi delle manette e convincendo Qilin a fermarsi e ad arrendersi, Qilin rinuncia al potere di Falena Oscura deakumizzandosi da sola, così Ladybug le toglie le manette, purificando l'Akuma e infine le dona il Magical Charm. L'agente Roger tenta di arrestarla di nuovo, ma i due eroi, lo convincono ad aspettare la testimonianza di Marinette, e Roger accetta con riluttanza del controllore scorbutico, una volta ritrasformata, va dalla madre regalandole i fiori, con grande felicità di Sabine, e scusandosi per averla messa in difficoltà consegna al controllore i biglietti dimostrando che sua madre non aveva mentito, però Marinette per scusarsi decide di pagare la multa. Alla fine le due pranzano in un ristorante cinese e trascorrono la giornata insieme.

## Gabriel Agreste
- Titolo originale: Gabriel Agreste
- Scritto da: Thomas Astruc, Mélanie Duval, Fred Lenoir e Sébastien Thibaudeau
- Storyboard: Alix Bonnefous

### Trama
Gabriel organizza una serata d'affari con i suoi colleghi nella sua villa, nella quale possono entrare solo le persone più illustre della città. Gli amici di Marinette, in particolare Marc e Nathaniel, vorrebbero che lei entrasse nella Villa Agreste per dichiarare i suoi sentimenti ad Adrien. Ma Chloé filma la scena e minaccia di far vedere il video a Gabriel, in modo che egli non faccia più tornare Adrien a scuola. Ciò nonostante, quella sera, con l'aiuto di Zoé, Marinette si traveste da cameriere ed entra nella villa. Tra gli ospiti ci sono anche Amélie e il figlio Félix, da cui Gabriel rivuole indietro la fede nuziale che gli rubato l'ultima volta che si sono visti. Félix sospetta che lo zio sia Falena Oscura avendo intravisto le sue due spille sotto il foulard. Dopo che suo nipote tenta di imbrogliarlo con un falso anello, allora si trasforma in Falena Oscura e crea Senti-Gabriel, un Sentimostro identico a sé in modo da ingannare il nipote e renderlo vulnerabile all'akumizzazione, così che possa farsi dire dove ha nascosto la sua fede. Félix si ribella però prima di essere akumizzato, e mentre cerca di fuggire strappa di nascosto la gamba destra del pantalone del Sentimostro. Falena Oscura sfrutta la sua rabbia per akumizzare il Senti-Gabriel nel Senti-Collezionista, che comincia a catturare i presenti nel suo tablet e li costringe a dirgli i loro segreti. Marinette e Adrien si trasformano e affrontandolo, lo sconfiggono e gli consegnano il Magical Charm, così Gabriel capisce il perché non può più riakumizzare le persone. Nel frattempo, avendo Gabriel proibito agli ospiti l'uso dei cellulari, Chloé aveva estratto la SIM dal proprio cellulare e l'aveva inserita in quello di Bob Roth: quest'ultimo scopre questo, si accorge del video e lo cancella. Félix prima di andare via scopre che la gamba destra del pantalone di suo zio non è più strappata, avendo la conferma che lui è Falena Oscura. Il giorno dopo, Gabriel posa delle copie dei Miraculous della Farfalla e del Pavone nella cassaforte dietro il ritratto di Émilie, per illudere Félix la prossima volta che tornerà.

## Magical Charm
- Titolo originale: Chère Famille
- Scritto da: Thomas Astruc, Mélanie Duval, Fred Lenoir e Sébastien Thibaudeau
- Storyboard: Sylvie Tang

### Trama
Qualche giorno dopo alla festa privata in Villa Agreste, Gabriel, aiutato da Nathalie, riesce a trasformarsi nel Collezionista annullando l'effetto dei Magical Charm creando una Megakuma. In città è il giorno della Galette des Rois, e la famiglia di Marinette preparano delle galette, da un odore molto buono, che i cittadini le vogliono comprare, il profumo attira Tikki, che sembra avere una dipendenza. Poco dopo arriva Gina, la nonna paterna di Marinette, che vuole regalare alla nipote un motorino, motivo che porta la famiglia a discutere e a venire akumizzata nel gruppo Carissima Famiglia, formato da Papà Mannaro, Fornix, Befana e Qilin. Ladybug e Chat Noir provano a fermarli, ma Ladybug è sopraffatta dalla fame di Tikki ed è costretta a ritrasformarsi. Tikki si trova fuori controllo, inizia a girare per la città mangiando le galette di tutti e usa il potere del Lucky Charm per creare una galette gigante, portando Chat Noir a trasformarsi in Astro Cat e a usare il suo Cataclisma per distruggerla. Marinette aiuta Tikki a controllarsi, si trasforma e insieme a Chat Noir riescono finalmente a deakumizzare la famiglia intuendo che la loro Megakuma era nell'amuleto all'interno della loro galette in casa. Marinette, pur sapendo che i suoi Magical Charm non funzionano più, li dà comunque alla famiglia e più tardi, decide che userà la moto quando sarà maggiorenne, preferendo per il momento uno scooter elettrico. Intanto Gabriel annuncia che quando avrà i Miraculous, li userà per costruire un nuovo mondo in cui lui e sua moglie saranno di nuovo riuniti.
- Il titolo in italiano è stato erroneamente chiamato Magical Charm anziché Carissima Famiglia.

## Ephemeral
- Titolo originale: Ephémère
- Scritto da: Thomas Astruc, Mélanie Duval, Fred Lenoir e Sébastien Thibaudeau
- Storyboard: Jérémy Paoletti

### Trama
Ladybug, per sconfiggere Moolak, la versione akumizzata di Bob Roth che stava trasformando le persone in monete, si vede costretta a fare appello a Ryuko, Carapace, Vesperia, Viperion, Tigre Viola, Polymouse, Pigella, Pegasus e Monkey King, perché non riusciva a contattare Chat Noir. Tuttavia Adrien sotto l'ordine del padre era costretto a fare le sue veci per lanciare la 100ª collezione del marchio Gabriel. Su-Han, arrabbiato per l'uso di troppi eroi contro un cattivo, le dice di scoprire l'identità segreta di Chat Noir a causa della sua indisponibilità in modo da avvertirlo nella sua forma civile o altrimenti lo avrebbe rimpiazzato. Ladybug si accorda con Viperion e la sua Seconda Occasione per impedirle di ricordare la rivelazione in modo che sarà Viperion a dirlo a Su-Han. Quando Ladybug e Chat Noir si ritrovano sulla Tour Eiffel, è pronto a tornare indietro nel tempo, ma quando Chat Noir si ritrasforma in Adrien, davanti a Ladybug, lei rimane stupita, e non riesce a dire a Viperion di retrocedere. Dopo questa rivelazione, Marinette rivela l'identità di Chat Noir a Su-Han. Ladybug dopo vari giorni di combattimenti, accetta l'identità di Chat Noir, e decide di rivelargli anche la sua. Così Marinette e Adrien si fidanzano ma una sera quando Adrien stava parlando al cellulare con Marinette, Gabriel sente per caso la loro conversazione e quando il figlio la saluta chiamandola "Milady", capisce le loro identità segrete. Il giorno dopo Gabriel conduce Adrien nel nascondiglio segreto dove c'è il corpo in coma di Émilie, Gabriel si trasforma in Falena Oscura davanti al figlio, lo akumizza in Ephemeral, dandogli il potere di velocizzare il tempo, qualunque cosa tocchi, e si impossessa del Miraculous del Gatto Nero, e lo unisce con quello della Farfalla e del Pavone, diventando Ombre Noire. Quella sera tendono un'imboscata a Marinette al cinema Le Sorbonne, e Ombre Noire si impossessa facilmente degli orecchini della Coccinella, con l'aiuto del potere di Ephemeral e ottiene il Potere Assoluto. Marinette prima di ritrasformarsi fa in tempo ad inviare a Luka un messaggio dove gli rivela la posizione di Sass; vedendo che Falena Oscura stava per modificare la realtà con il suo desiderio, Sass usa il suo potere rimandando tutto al momento in cui Chat Noir doveva rivelarsi, ma in città c'è un grande caos e le epoche iniziano a sovrapporsi. I due si trasformano in Astro Cat e Cosmobug, andando nello spazio sul satellite sopra al cielo della Tour Eiffel ripristinando il tempo, riportando tutto alla normalità. Poi Ladybug dice a Su-Han di non preoccuparsi troppo negativamente per loro, perché riescono benissimo a gestire le situazioni e il Guardiano Celeste si scusa con lei e accetta la sua condizione.
- Questo episodio è il 100º di tutta la serie secondo l'ordine di produzione, difatti il numero 100 viene ripetuto più volte nel corso della puntata.

## Kuro Neko
- Titolo originale: Kuro Neko
- Scritto da: Thomas Astruc, Mélanie Duval, Fred Lenoir e Sébastien Thibaudeau
- Storyboard: Joan Gouviac

### Trama
Ladybug continua a chiamare gli altri eroi e Chat Noir si sente escluso, quando quest'ultimo dice a Ladybug di aiutarla a prendere i Miraculous degli altri eroi, lei si rifiuta dicendo anche che le fa perdere tempo e allora Chat Noir, offeso dalle sue parole, rinuncia al suo Miraculous e al suo Kwami, trovato poco dopo da Ladybug che è rimasta sconvolta. Tornata a casa decide che deve trovare un altro portatore del Miraculous del Gatto Nero che non sia innamorato di lei, però non ci riesce dato che Marinette non deve sapere la sua identità segreta. Plagg le dice che conosce il ragazzo ideale, che era la seconda scelta del maestro Fu, ma in realtà va da Adrien, che è ancora molto triste. Il Kwami convince Adrien a rimettersi l'anello e progetta di vedere se Ladybug vuole davvero un nuovo partner. Plagg spiega che un possessore cambia il carattere quando si trasforma, anche il suo costume cambia forma. Adrien, dopo svariati tentativi di cambio di carattere e trovarsi un nuovo nome da eroe si trasforma in Chat Walker, che a differenza di Chat Noir, si comporta in modo serio. Quella sera si presenta a Ladybug, e si ritrovano subito ad affrontare Kuro Neko, un Sentimostro con all'interno una bambina di nome Rhytm. Ladybug evoca il suo Lucky Charm a forma di un paracadute ma non sa come usarlo, perché Ladybug sta provando dell'interessamento amoroso per Chat Walker, in seguito Ladybug dice a Chat Walker che non riesce ad "integrarlo" col Lucky Charm, ma lui non si offende. Ladybug riesce a estrarre la bambina dall'interno di Kuro Neko, facendo inghiottire al Sentimostro dell'erba tagliata in modo da sputarla fuori, Ladybug convince Rhytm a rompere l'oggetto contenente l'Amok, così Kuro Neko scompare e tutto torna alla normalità. La bambina dice che Falena Oscura le aveva creato Kuro Neko perché aveva perso il suo gatto nero, ma Chat Walker lo ritrova e lo riporta a Rhytm, Ladybug si scusa con Chat Walker per non essersi concentrata in sua presenza dicendo che è troppo perfetto, e lui le dice che riconsegnarà il Miraculous a Plagg in modo che lui lo consegni al suo ex portatore. La sera dopo Chat Noir va da Ladybug, quest'ultima si pente di ciò che gli ha detto e lo perdona dicendogli che è un compagno incomparabile.

## Penalteam
- Titolo originale: Penalteam
- Scritto da: Thomas Astruc, Mélanie Duval, Fred Lenoir e Sébastien Thibaudeau
- Storyboard: Fafah Togora

### Trama
Marinette con la sua classe sono al Parc des Princes a giocare a calcio, diretti dal famoso telecronista del tale sport, Didier Roustan. Chloé, infastidita per essere costretta a giocare, usa i suoi sentimenti negativi per attirare Falena Oscura, che distrugge il Magical Charm con la sua Megakuma, e viene akumizzata in Penalty, una supercattiva duplicata in 10 cloni, che formano una squadra chiamata Penalteam che vuole far detestare a tutti il calcio. Penalty crea una sfera che circonda quasi tutta la città, e cattura Caline Bustier, Didier, Alya e Alix imprigionandoli in sfere sospese nel cielo insieme ai suoi occhiali da sole che contengono la Mega Akuma, e costringe Didier a fare da telecronista alla sua partita; ogni volta che il Penalteam segna un goal, le bolle contenenti le persone si restringono, e se sarà la squadra avversaria a fare il goal le sfere si allargheranno. Marinette e Adrien si trasformano, ma visto che sono solo in due, Ladybug chiama Carapace, Pigella, Polymouse, Pegasus, Tigre Viola, Vesperia, Viperion, Monkey King e Ryuko, in più 4 nuovi eroi: Miss Segugio (Sabrina, con il Miraculous del Cane, che ha la forma di una specie di collana con delle teste di cane sulle punte), Caprikid (Nathaniel, con il Miraculous della Capra, che ha la forma di un paio di fermacapelli), Rooster Bold (Marc, con il Miraculous del Gallo, che ha la forma di un anello da pollice), e Minotaurox (Ivan, con il Miraculous del Bue, che ha la forma di un anello da naso). La squadra di Penalteam è in vantaggio e cattura Pigella, Ryuko, Viperion e Chat Noir, Ladybug capisce che per vincere devono giocare tutti insieme e far odiare ancora di più a Penalty il gioco del calcio: Minotaurox con il potere Resistenza respinge il Penalteam, Caprikid con il potere della Genesi fa credere al Penalteam che Ladybug e gli altri eroi possano usare i loro poteri senza ritrasformarsi, Miss Segugio con il potere Riporta fa sparire la palla portandola ai suoi piedi, Rooster Bold con il potere della Sublimazione che gli permette di scegliere un'abilità a sua scelta, dirige la palla sempre verso la rete. Alla fine Monkey King con i suoi poteri manda in confusione l'intero Penalteam: Penalty si ribella al potere di Falena Oscura e distrugge lei stessa l'oggetto akumizzato, che Ladybug porta tutto alla normalità. Alla fine, la professoressa Bustier e i ragazzi accontentano Chloé del fatto che non voglia giocare, per cui Nathaniel e Marc la sostituiscono e Chloé va in panchina, dove viene avvicinata da Lila che le propone un'alleanza contro la loro "nemica comune".
- L'episodio è stato pubblicato per la prima volta il 12 febbraio 2022 negli Stati Uniti sul servizio on demand di Verizon Communications.

## Risk
- Titolo originale: Risque (La dernière attaque de Papillombre - 1ère Partie)
- Scritto da: Thomas Astruc, Mélanie Duval, Fred Lenoir e Sébastien Thibaudeau
- Storyboard: Alix Bonnefous

### Trama
Ladybug e la sua squadra di supereroi riescono a sconfiggere l'ennesimo akumizzato di Falena Oscura. Gabriel si rende conto che Ladybug non commette errori perché non corre mai rischi, così trova un bambino che non vuole andare in bici con le rotelle e lo akumizza in Rischio, che ha il potere di far vincere alle persone le proprie paure, in modo che corrano dei rischi. Il potere di Rischio colpisce tutta Parigi, inclusi Adrien e Marinette poi nasconde l'oggetto akumizzato in modo che Ladybug non possa trovarlo. Gabriel organizza un viaggio per tutto il mondo per le riprese su un profumo e vuole usare Adrien e Lila come protagonisti del video, Adrien cerca di opporsi al padre, ma lui lo obbliga a farlo. A scuola Adrien rivela a Marinette che è stanco di fare il modello e lei cerca di convincerlo a non andarsene. Tornato in città, Félix convince Adrien a scambiarsi i ruoli, e sotto le spoglie del cugino, riesce a sottrarre il tablet sulle traduzioni del grimorio a Nathalie e grazie a un dispositivo ruba i falsi Miraculous nella cassaforte di Gabriel e scopre la cripta di Gabriel e quando vede la teca di Émilie, Félix si spaventa e fugge via, nel frattempo Gabriel affida a Nathalie la fede di sua moglie. Ladybug cerca di fermare la partenza di Adrien, ma Félix, fingendosi Adrien, parte con Lila e Nathalie per Londra. Sulla Tour Eiffel, dopo aver avuto la conferma che suo figlio ha lasciato Parigi, Falena Oscura crea il Sentimostro; Strikeback, che inizia a devastare Parigi. Ladybug non vuole arrendersi e ha intenzione di usare il Miraculous del Cavallo, mentre nella confusione creatasi Adrien, scopre che suo cugino lo ha ingannato e tornato a casa, trova il dispositivo di Félix.
- Il titolo italiano dell'episodio è stato semplicemente chiamato Risk, senza l'aggiunta di (L'ultimo attacco di Falena Oscura - parte 1)
- L'episodio è stato pubblicato per la prima volta il 9 febbraio 2022 negli Stati Uniti per errore sul servizio on demand di Spectrum TV. È stato pubblicato lo stesso giorno anche su Verizon Communications,[4] Optimum e Xfinity e successivamente rimosso da tutti e tre.

## Strikeback
- Titolo originale: Réplique (La dernière attaque de Papillombre - 2ème Partie)
- Scritto da: Thomas Astruc, Mélanie Duval, Fred Lenoir e Sébastien Thibaudeau
- Storyboard: Sylvie Tang & Julie Robert

### Trama
Félix, usando il tablet sottratto a Nathalie, acquisisce tutte le informazioni sui Miraculous, però scopre che il Miraculous del Pavone è un falso. Adrien e Ladybug, accorti di Strikeback, entrano in azione. Ladybug chiama a raccolta Ryuko, Carapace, Minotaurox, Polymouse, Rooster Bold, Tigre Viola e Vesperia mentre Volpe Furtiva segue la battaglia a distanza. Gli eroi non riescono a sconfiggerlo e Strikeback sembra essere capace di assorbire i loro poteri, Carapace rivela accidentalmente che Alya è ancora in possesso del Miraculous della Volpe con grande rabbia di Ladybug. Volpe Furtiva nota che ognuno degli eroi ha un segno a forma di zampa di rana sul collo, simile a quello del bambino che hanno salvato, scoprendo che è un akumizzato, e che per far tornare tutti normali Ladybug dovrebbe distruggere l'oggetto dove è nascosta la Megakuma. Ladybug unisce il Miraculous del Coniglio e quello del Cavallo, trasformandosi in Pennybug e va da Félix, credendo Adrien essendo l'unico a non essere stato colpito da Rischio, Pennybug gli affida il Miraculous del Cane, e si trasforma in Flairmidable. Pennybug grazie al suo Lucky Charm che ha la forma di un biglietto del Ménagerie du Jardin des Plantes della data del giorno prima, scoprendo che l'oggetto akumizzato è allo zoo, insieme a Flairmidable, tornano indietro nel tempo per toccare l'oggetto con la palla di quest'ultimo. Tornati nel presente, liberano le persone dall'influenza di Rischio, e donano al bambino un Magical Charm e poi Ladybug trasformata in Pegabug insieme agli altri eroi sconfiggono gli Strikeback facendoli precipitare nel Sole. Alya restituisce a Ladybug il Miraculous della Volpe ora sapendo che Falena Oscura ha scoperto il suo segreto. Gabriel dice a Nathalie di ritornare indietro con Adrien, dato che il piano è fallito, e vede Flairmidable che rivela di essere Félix, Flairmidable convince Gabriel di fare un patto: lui non dirà ad Adrien il nascondiglio del suo covo segreto e gli darà la fede che ha preso e lo yo-yo di Ladybug con tutti i Miraculous all'interno, in cambio del vero Miraculous del Pavone e Gabriel accetta. Ladybug mentre stava andando da Adrien per riprendersi il Miraculous del Cane, quest'ultimo rivela che era Félix quello che aveva reclutato; poi il suo yo-yo sparisce, in quanto era stato toccato da Flairmidable, che si ritrasforma consegnando anche il Miraculous che stava indossando. Scoperto l'inganno, Ladybug si ritrasforma per cercare di recuperare lo yo-yo con la speranza che Falena Oscura non li abbia presi tutti, ma esso è vuoto e lei scoppia in lacrime avendo perso tutti i Miraculous. Quella sera Gabriel, ora diventato Monarch, si mostra in tutta Parigi dicendo che Ladybug ha fallito, ma tutte le persone la supportano e Chat Noir le promette che insieme recupereranno tutti i Miraculous.
- Il titolo italiano dell'episodio è stato semplicemente chiamato Strikeback, senza l'aggiunta di (L'ultimo attacco di Falena Oscura - parte 2)